# معركة بانكوربو
معركة بانكوربو (بالإسبانية: Batalla de Pancorbo)‏ وقعت عام 816 بين الجيش الإسلامي من قرطبة الذي بعثه الأمير الحكم بن هشام بقيادة عبد الكريم بن عبد الواحد بن مغيث وبين القوات الموالية لإمبراطورية الفرنجة بقيادة بلشك الجلشقي حاكم بنبلونة. وقد نشبت المعركة عندما حاول المسلمين عبور ممر في بانكوربو، وأسفرت عن انتصار المسلمين.
كان لهذه المعركة دور كبير في ثورة البشكنس وبروز الزعيم إنيغو أريستا كلاعب رئيسي في المشهد السياسي الايبيري المعاصر.